# Olof Thiel
Olof Thiel, född 31 oktober 1892 i Stockholm, död 10 december 1978 i Vallentuna, var en svensk filmproducent och kompositör.

## Biografi
Thiel var en av direktörerna i Filmaktiebolaget Biörnstad & Thiel och grundare av filmbolaget Irefilm. Han skrev musiken till nästan alla filmer bolaget producerade, oftast under pseudonymen Jacques Armand. 
Olof Thiel var son och fjärde barnet till Ernest Thiel, grundare av Thielska galleriet, och Anna Fredrika Josephson född i släkten Josephson. Han var först gift 1919–26 med Margareta, född af Burén, senare omgift Lindström. Efter skilsmässa gifte han om sig 1928 med Lola Landegren, dotter till överste Victor Landegren.
I sitt första äktenskap var han far till sångpedagogen Madeleine Uggla (1920–2018) och därmed morfar till artisten Magnus Uggla. Han fick flera barn, varav ett uppkallades efter sin farfar och fick namnet Ernest (1921–1997).
Olof Thiel är gravsatt i minneslunden på Solna kyrkogård.

## Filmmusik i urval
- 1932 – En stulen vals
- 1932 – Fantegutten
- 1933 – Flickan från varuhuset
- 1936 – Ä' vi gifta?
- 1937 – En sjöman går iland
- 1937 – Häxnatten
- 1937 – Lyckliga Vestköping
- 1937 – En flicka kommer till sta'n
- 1938 – Karriär
- 1938 – Kamrater i vapenrocken

## Producent
- 1934 – Synnöve Solbakken
- 1935 – Kanske en gentleman
- 1936 – Stackars miljonärer
- 1939 – Midnattssolens son